# Hans Bundtzen
Hans Bundtzen (* 30. Mai 1883 in Langstedt; † 13. Juni 1948 ebenda) war ein deutscher Landwirt und Politiker (DNVP, später CDU).
Er war von 1946 bis 1947 Minister für Ernährung, Landwirtschaft und Forsten des Landes Schleswig-Holstein.

## Leben und Beruf
Hans Bundtzen war Landwirt in Langstedt. In der NS-Zeit wurde er zweimal in „Schutzhaft“ genommen.
Hans Bundtzen war seit 1946 verheiratet.

## Partei
Während der Zeit der Weimarer Republik war Bundtzen Mitglied der DNVP, aus der er später austrat. Er trat im Gegensatz zu anderen DNVP-Mitgliedern in der NS-Zeit nicht der NSDAP bei. Danker und Lehmann-Himmel charakterisieren ihn in ihrer Studie über das Verhalten und die Einstellungen der Schleswig-Holsteinischen Landtagsabgeordneten und Regierungsmitglieder der Nachkriegszeit in der NS-Zeit als „angepasst-ambivalenten Angehörigen traditioneller Eliten“.
1945 gehörte zu den Mitbegründern der „Christlich-Demokratischen Partei“ im Kreis Schleswig, die später der örtliche Kreisverband der CDU wurde.

## Abgeordneter
Bundtzen war von 1924 bis 1932 Mitglied des Preußischen Landtages. Er verließ am 9. August 1930 die DNVP-Fraktion, war zunächst fraktionslos und wurde am 15. Oktober 1930 Mitglied der Deutschen Fraktion. Die Deutsche Fraktion war eine parlamentarische Arbeitsgemeinschaft, die sich am 8. Juni 1928 aus den Abgeordneten der CNBL, der DHP, dem Völkisch-Nationalen Block und der Reichspartei für Volksrecht und Aufwertung gebildet hatte. Nach dem Kriegsende gehörte er dem zweiten ernannten (1946/47) und dem ersten gewählten Landtag von Schleswig-Holstein bis zu seinem Tod an. Bundtzen ist 1947 als direkt gewählter Abgeordneter des Wahlkreises Schleswig-Nord in den Landtag eingezogen.

## Öffentliche Ämter
Vom 23. November 1946 bis zum 29. April 1947 gehörte Bundtzen als Minister für Ernährung, Landwirtschaft und Forsten der von Ministerpräsident Theodor Steltzer geleiteten Landesregierung von Schleswig-Holstein an.